# نورا هولت
نورا هولت (بالإنجليزية: Nora Holt)‏ هي ملحنة وصحفية أمريكية، ولدت في 1885، وتوفيت في 25 يناير 1974.

## وصلات خارجية
- نورا هولت على موقع ميوزك برينز (الإنجليزية)